# Ernst Uhrlau
Ernst Uhrlau (født 7. december 1946) er en tysk politolog og tidligere leder af BND (Bundesnachrichtendienst, tysk efterretningstjeneste). Han har tidligere været afdelingsleder hos BND og politichef i Hamburg.
Den 1. september 2005 overtog han ledelsen af BND; han afløste August Hanning.
- Wikimedia Commons har flere filer relateret til Ernst Uhrlau